# Aqsaqal

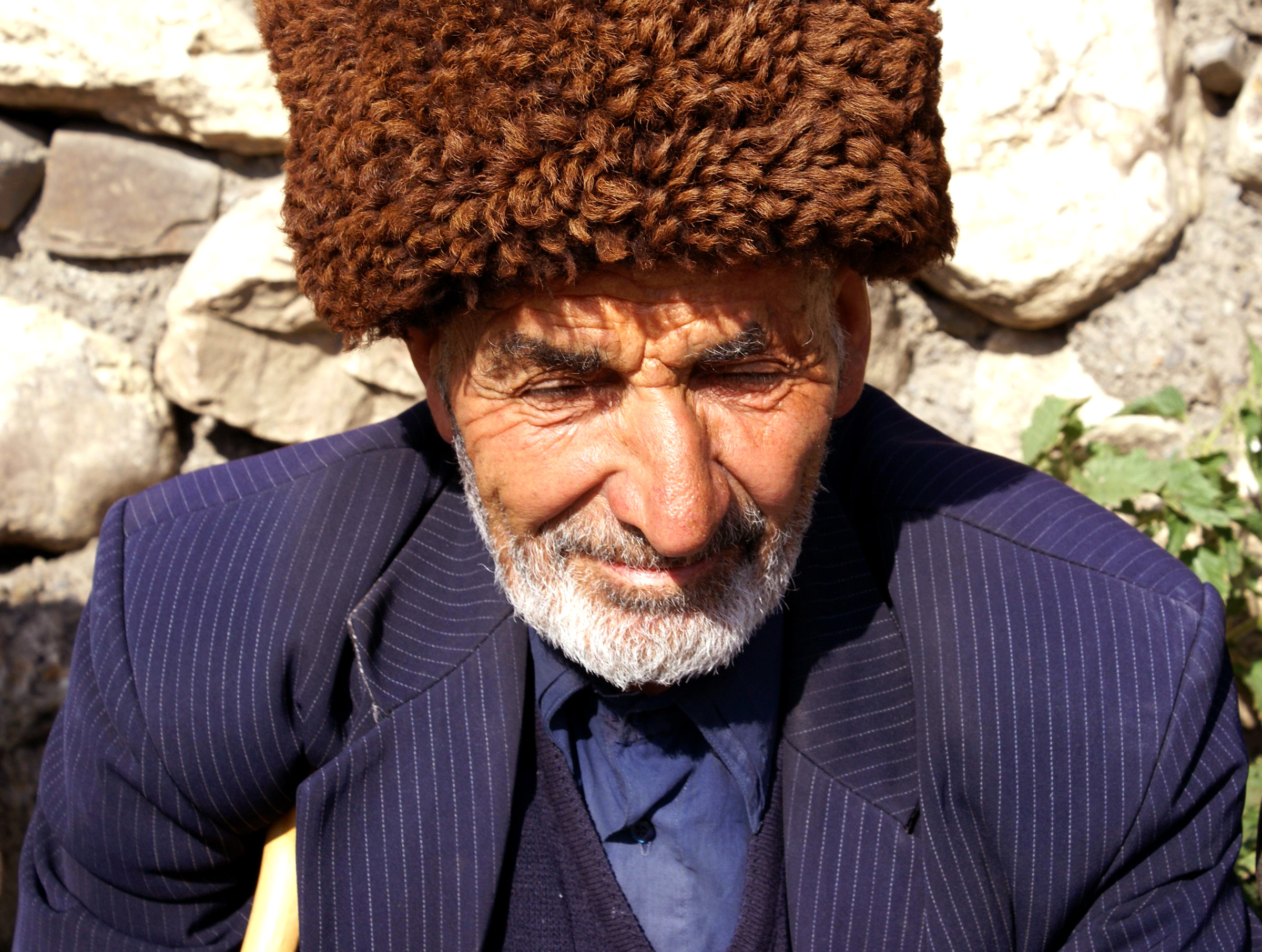
Un aqsaqal de Khinalug

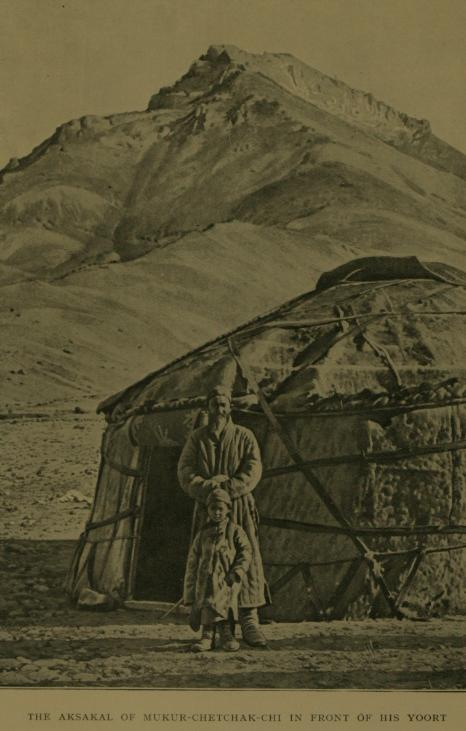
Aksakal en 1909.

Aqsaqal o aksakal (que significa literalmente "barba blanca" en lenguas túrquicas) se refiere metafóricamente a los ancianos varones, los viejos y sabios de la comunidad en algunas partes de Asia Central, el Cáucaso y Bashkortostán. Tradicionalmente, un aqsaqal era el líder de un pueblo o aúl hasta la época soviética.  Actuando como consejeros o jueces, estos ancianos tienen o han tenido un papel en la política y la justicia de los países y las tribus. Por ejemplo, en Kirguistán hay tribunales de aksakals. En Uzbekistán, que tradicionalmente ha sido una sociedad más urbana (los uzbekos son sarts o habitantes de la ciudad, a diferencia de los turcos nómadas), las ciudades se dividen en mahallas. Cada mahalla tiene un aqsaqal que actúa como líder del distrito.

## Reurbanización de los tribunalesaqsaqalen Kirguistán
En 1995, el entonces presidente de Kirguistán, Askar Akayev, anunció un decreto para revitalizar los tribunales aqsaqal. Los tribunales serían competentes en materia de propiedad, agravios y derecho de familia. Los tribunales aqsaqal se incluyeron finalmente en el artículo 92 de la Constitución kirguisa. En 2006, había aproximadamente 1.000 tribunales aqsaqal en todo Kirguistán, incluida la capital, Bishkek. Akaev vinculó el desarrollo de estos tribunales a la reanimación de la identidad nacional kirguisa. En un discurso pronunciado en 2005, relacionó los tribunales con el pasado nómada del país y ensalzó cómo los tribunales expresaban la capacidad kirguisa de autogobierno..